# Anthrenoides cyphomandrae
Anthrenoides cyphomandrae är en biart som beskrevs av Urban 2005. Anthrenoides cyphomandrae ingår i släktet Anthrenoides och familjen grävbin. Inga underarter finns listade i Catalogue of Life.